# Szpital Pulmonologiczny w Olsztynie
Szpital Pulmonologiczny w Olsztynie (pełna nazwa to Samodzielny Publiczny Zespół Gruźlicy I Chorób Płuc w Olsztynie) – to jedyny szpital w Olsztynie specjalizujący się w leczeniu chorób układu oddechowego. Położony w samym sercu natury, na terenie lasu miejskiego.

## Historia szpitala
- 30 października 1907 r. - na obrzeżach Olsztyna poświęcono sanatorium przeciwgruźlicze dla kobiet. Towarzystwo Sanatoriów Płucnych zakupiło na ten cel od miasta 5 hektarów lasu przy szosie ku wsi Wadąg. Budowa trwała rok, a obiektowi nadano ciekawy architektonicznie kształt, przypominający obrysem zamek. Lokalizacja w lesie nie była przypadkowa. Wybrano ją ze względu na klimat i pogląd, że las sosnowy wspomaga leczenie płuc.
- 1913 r. - w sanatorium dla kobiet jest już miejsce dla 102 chorych. 78 łóżek jest przeznaczonych dla kobiet uboższych, 24 dla zamożnych, opłacających taryfę pensjonatową.
- 1945 r. - chore na płuca kobiety leczono w sanatorium do stycznia 1945 roku, czyli do momentu wkroczenia do Olsztyna  Armii Czerwonej. Sowieckie wojska urządziły w sanatorium  szpital wojskowy, a część spaliły.
- 1957 r. - doktor  Zenobiusz Bednarski wprowadził badania bronchoskopowe, co przyczyniło się do coraz częstszego wykrywania raka płuc
- 1973 r. - przemianowanie Sanatorium w Wojewódzki Zespół Przeciwgruźliczy

## Oddziały szpitalne
- Oddział Pulmonologiczny z Pododdziałem Gruźlicy
- Ośrodek Zaburzeń Oddychania w Czasie Snu
- Ośrodek Rehabilitacji Dziennej
- Oddział Onkologii z Pododdziałem Chemioterapii
- Oddział Pulmonologiczny – Klinika Pulmonologii
- Oddział Alergologiczno-Pulmonologiczny
- Oddział Rehabilitacji Pulmonologicznej z Ośrodkiem Rehabilitacji Dziennej

## Poradnie specjalistyczne
- Poradnia Alergologiczna
- Poradnia Pulmonologiczna
- Poradnia Gruźlicy
- Poradnia Onkologiczna
- Poradnia Diagnostyki i Leczenia Bezdechu Sennego